# Erdőtarcsa
Erdőtarcsa is een plaats (község) en gemeente in het Hongaarse comitaat Nógrád. Erdőtarcsa telt 624 inwoners (2001).